# National Advisory Committee for Aeronautics
NACA (National Advisory Committee for Aeronautics; em português Comitê Nacional para Aconselhamento sobre Aeronáutica), foi a agência espacial norte-americana antecessora da NASA.

## História
O NACA foi criado pelo governo dos Estados Unidos em 1915. Após um início tímido, chegou à década de 1930 com quatro grandes laboratórios, 500 funcionários e sendo considerada uma referência na solução de todo tipo de problema relacionado ao voo e à fabricação de aviões. Sua importância cresceu durante a Segunda Guerra Mundial, e em 1947 desenvolveu o X-1, o primeiro avião a quebrar a barreira do som.
Em outubro de 1957, a URSS pôs em órbita o Sputnik, o primeiro satélite artificial, e o governo norte-americano temeu ficar para trás na exploração espacial. Em julho de 1958, o NACA foi reestruturado, trocou o C de conselho pelo S de space e surgiu a NASA. A nova agência começou a funcionar em outubro do mesmo ano, com três laboratórios, 8 mil funcionários e um orçamento de 100 milhões de dólares, com a missão de colocar os EUA na liderança do que mais tarde ficaria conhecido como a corrida espacial.

## Pesquisa supersônica
Depois de experiências iniciais da Opel RAK com propulsão de foguetes que levaram ao primeiro voo público de um avião-foguete, o Opel RAK.1, em 1929 e a eventuais programas militares em Heinkel e Messerschmitt pela Alemanha nazista nas décadas de 1930 e 1940, os EUA entraram na corrida para aviões supersônicos e voos espaciais na década de 1940. Embora o Bell X-1 tenha sido encomendado pela Força Aérea e voado pelo piloto de testes da Força Aérea Chuck Yeager, quando excedeu Mach 1 a NACA foi oficialmente responsável pelos testes e desenvolvimento da aeronave. A NACA executou os experimentos e a coleta de dados, e a maior parte da pesquisa usada para desenvolver a aeronave veio do engenheiro da NACA John Stack, o chefe da divisão de compressibilidade da NACA. A compressibilidade é um grande problema à medida que as aeronaves se aproximam de Mach 1, e a pesquisa para resolver o problema baseou-se fortemente em informações coletadas durante testes anteriores do túnel de vento da NACA para ajudar a Lockheed com o P-38 Lightning.
O programa X-1 foi idealizado pela primeira vez em 1944, quando um ex-engenheiro da NACA que trabalhava para a Bell Aircraft se aproximou do Exército para obter financiamento de uma aeronave de teste supersônica. Nem o Exército nem a Bell tinham qualquer experiência nessa área, então a maioria das pesquisas veio da Divisão de Pesquisa de Compressibilidade da NACA, que estava operando há mais de um ano quando Bell começou os projetos conceituais. A Divisão de Pesquisa de Compressibilidade também tinha anos de pesquisa e dados adicionais para extrair, já que seu engenheiro-chefe era anteriormente chefe da divisão de túnel de vento de alta velocidade, que tinha quase uma década de dados de teste de alta velocidade naquela época. Devido à importância do envolvimento da NACA, Stack foi pessoalmente premiado com o Troféu Collier junto com o proprietário da Bell Aircraft e o piloto de testes Chuck Yeager.
Em 1951, o engenheiro da NACA Richard Whitcomb determinou a regra de área que explicava o fluxo transônico sobre uma aeronave. Os primeiros usos desta teoria foram no projeto Convair F-102 e no F11F Tiger. O F-102 deveria ser um interceptador supersônico, mas foi incapaz de exceder a velocidade do som, apesar do melhor esforço dos engenheiros da Convair. O F-102 já havia começado a produção quando isso foi descoberto, então os engenheiros da NACA foram enviados para resolver rapidamente o problema em questão. A linha de produção teve que ser modificada para permitir a modificação dos F-102 já em produção para permitir que eles usassem a regra de área. (As aeronaves assim alteradas eram conhecidas como aeronaves "dominadas por área".) As mudanças de design permitiram que a aeronave excedesse Mach 1, mas apenas por uma pequena margem, já que o resto do projeto Convair não foi otimizado para isso. Como o F-11F foi o primeiro projeto a incorporar isso durante o projeto inicial, ele foi capaz de quebrar a barreira do som sem ter que usar pós-combustão.
Como a regra da área foi inicialmente classificada, levou vários anos para que Whitcomb fosse reconhecido por sua realização. Em 1955 ele foi premiado com o Troféu Collier por seu trabalho no Tiger e no F-102.
O projeto mais importante resultante da regra de área foi o B-58 Hustler, que já estava em desenvolvimento na época. Ele foi redesenhado para colocar a regra de área em vigor, permitindo um desempenho muito melhor. Este foi o primeiro bombardeiro supersônico dos EUA, e foi capaz de Mach 2 em uma época em que os caças soviéticos tinham acabado de atingir essa velocidade meses antes. O conceito de regra de área é agora usado no projeto de todas as aeronaves transônicas e supersônicas.
A experiência da NACA forneceu um modelo poderoso para a pesquisa da Segunda Guerra Mundial, os laboratórios governamentais do pós-guerra e o sucessor da NACA, a Administração Nacional de Aeronáutica e Espaço (NASA).
A NACA também participou do desenvolvimento da primeira aeronave a voar para a "borda do espaço", o X-15 da América do Norte. Os aerofólios NACA ainda são usados em aeronaves modernas.

## Influência na tecnologia da Segunda Guerra Mundial
Nos anos imediatamente anteriores à Segunda Guerra Mundial, a NACA esteve envolvida no desenvolvimento de vários projetos que desempenharam papéis-chave no esforço de guerra. Quando engenheiros de um grande fabricante de motores estavam tendo problemas para produzir supercarregadores que permitiriam ao Boeing B-17 Flying Fortress manter a potência em alta altitude, uma equipe de engenheiros da NACA resolveu os problemas e criou os padrões e métodos de teste usados para produzir supercarregadores eficazes no futuro. Isso permitiu que o B-17 fosse usado como uma aeronave chave no esforço de guerra. Os projetos e as informações obtidas a partir da pesquisa da NACA sobre o B-17 foram usados em quase todas as principais usinas militares dos EUA da Segunda Guerra Mundial. Por causa disso, as aeronaves produzidas nos EUA tinham uma vantagem de potência significativa acima de 15 000 pés, que nunca foi totalmente combatida pelas forças do Eixo.
Depois que a guerra começou, o governo britânico enviou um pedido à North American Aviation para um novo caça. Os caças P-40 Tomahawk oferecidos foram considerados muito desatualizados para serem um caça de linha de frente viável para os padrões europeus, e assim a América do Norte começou o desenvolvimento de uma nova aeronave. O governo britânico escolheu um aerofólio desenvolvido pela NACA para o caça, o que permitiu que ele tivesse um desempenho dramaticamente melhor do que os modelos anteriores. Esta aeronave ficou conhecida como P-51 Mustang.

## Transformação na NASA
Em 21 de novembro de 1957, Hugh Dryden, diretor da NACA, estabeleceu o Comitê Especial de Tecnologia Espacial. O comitê, também chamado de Stever Committee em homenagem ao seu presidente, Guyford Stever, foi um comitê de direção especial que foi formado com o mandato de coordenar vários ramos do governo federal, empresas privadas, bem como universidades dentro dos Estados Unidos com os objetivos da NACA e também aproveitar sua experiência para desenvolver um programa espacial.
Wernher von Braun, diretor técnico da Agência de Mísseis Balísticos do Exército dos EUA, teria um foguete Júpiter C pronto para lançar um satélite em 1956, apenas para adiá-lo, e os soviéticos lançariam o Sputnik 1 em outubro de 1957.

Em 14 de janeiro de 1958, Dryden publicou "A National Research Program for Space Technology", que declarou:
É de grande urgência e importância para o nosso país, tanto pela consideração do nosso prestígio como nação como pela necessidade militar, que este desafio (Sputnik) seja enfrentado por um programa enérgico de pesquisa e desenvolvimento para a conquista do espaço. ...
Por conseguinte, propõe-se que a investigação científica seja da responsabilidade de uma agência civil nacional que trabalhe em estreita cooperação com os grupos de investigação aplicada e desenvolvimento necessários para o desenvolvimento de sistemas de armas pelos militares. O padrão a ser seguido é o já desenvolvido pelo NACA e os serviços militares. ...

A NACA é capaz, pela rápida extensão e expansão de seu esforço, de fornecer liderança em tecnologia espacial.
Em 5 de março de 1958, James Killian, que presidiu o Comitê Consultivo Científico do Presidente, escreveu um memorando ao Presidente Dwight D. Eisenhower. Intitulado "Organização para Programas Espaciais Civis", incentivou o presidente a sancionar a criação da NASA. Ele escreveu que um programa espacial civil deveria ser baseado em uma NACA "fortalecida e redesignada", indicando que a NACA era uma "agência federal de pesquisa em andamento" com 7 500 funcionários e US$ 300 milhões em instalações, o que poderia expandir seu programa de pesquisa "com um mínimo de atraso".